# Фредериксберг (Виргиния)
Фредериксберг (Фредериксбург) (англ. Fredericksburg) — независимый город в американском штате Виргиния, который Бюро экономического анализа для удобства относит к соседнему округу Спотсилвейния. В 2020 году в городе поживало 27 982 человек. Город находится на реке Раппаханок в том месте, где река пересекает Водопадную линию.

## География и демография
Фредериксберг расположен в северной части Виргинии, на реке Раппаханнок, примерно на равном расстоянии от Ричмонда и от Вашингтона. Площадь города составляет 27,2 км², на севере и востоке она ограничена рекой. Численность населения Фредериксберга составляет 21 273 человек (на 2006 год). 73,18 % населения — белые американцы, 20,41 % — афроамериканцы, 4,9 % — латиноамериканцы, 0,34 % — индейцы. Среднегодовой доход составляет 21 527 долларов на каждого жителя города. При этом за чертой бедности живёт 15,5 % населения.
Фредериксберг находится в центре крупного аграрного региона, имеется также несколько предприятий лёгкой промышленности.

## История
Город был основан в 1671 году, сперва как форт. В 1714 году здесь поселились переселенцы из Германии. В 1720 году создаётся административный округ, в который в 1728 году входит речной порт Фредериксбург. Своё имя он получил по Фредерику Ганноверскому, принцу Уэльскому, сыну короля Георга II и отцу короля Георга III. С 1732 по 1780 год, с перенесением сюда окружного суда, Фредериксберг становится фактически административным центром округа. В 1837 году железная дорога соединяет город со столицей штата, Ричмондом. Во время Гражданской войны в США город имел особое стратегическое положение, так как находился всего в 55 милях от Вашингтона и в 50 милях от Ричмонда, столиц обоих североамериканских государств времён войны. В результате битвы при Фредериксберге с 11 по 15 декабря 1862 года город был полностью разрушен — в результате как артобстрела, так и умышленных поджогов со стороны армии северян. 3 мая 1863 года в черте города произошло Второе сражение при Фредериксберге. Новые ожесточённые бои проходили здесь и в мае 1864 года.